# Acuña (kommun)
Acuña är en kommun i Mexiko.   Den ligger i delstaten Coahuila, i den norra delen av landet, 1 100 km norr om huvudstaden Mexico City. Antalet invånare är 136 755. Arean är 11 488 kvadratkilometer.
Terrängen i Acuña är kuperad åt nordost, men åt sydväst är den bergig.
Följande samhällen finns i Acuña:
- Ciudad Acuña
- Las Torres
- La Esmeralda
- El Venadito